# Smerinthinae
De Smerinthinae zijn een onderfamilie van vlinders uit de familie pijlstaarten (Sphingidae).

## Geslachtengroepen
- Ambulycini Butler, 1876
- Smerinthini Grote & Robinson, 1865
- Sphingulini Rothschild & Jordan, 1903